# Cabaletta
Een cabaletta (Latijn: caballus = paard, Italiaans: cobola = strofe, vgl. Nederlands: koppel) is een kort en snel en soms woest en versnellend sluitstuk van een opera-aria.
De herkomst van het woord is niet geheel duidelijk. Enerzijds wordt beweerd dat in de cabaletta als het ware een paardengalop nagebootst wordt. Anderzijds is gesteld dat het komt van het strofe- of coupletidee, waarbij de strofe tot sneller deel van een aria of duet uitgroeide.
Vaak wordt in de aria allereerst een cantabile-passage gezongen, en deze wordt dan gevolgd door de cabaletta, volgens het principe van toenemende muzikale spanning. Deze volgorde geeft tevens een theatraal en dramatisch effect in de betreffende operascène.
Een voorbeeld van een cabaletta is de aria Sempre libera aan het slot van de eerste akte van Verdi's La traviata.